# فدریکو فرانکو
لوئیس فدریکو فرانکو گومز (به اسپانیایی : Luis Federico Franco Gómez ؛ زادهٔ ۲۴ ژوئیهٔ ۱۹۶۲) یک سیاست‌مدار اهل پاراگوئه است. او از ژوئن سال ۲۰۱۲ تا ۱۵ اوت ۲۰۱۳ رئیس جمهور پاراگوئه بود. او یکی از اعضای معتبر حزب لیبرال رادیکال (به انگلیسی : Authentic Radical Liberal Party ; مخفف PLRA) می‌باشد ، فرانکو یک جراح حرفه‌ای و برادر خولیو سزار فرانکو (به اسپانیایی : Julio César Franco ; زادهٔ ۱۷ آوریل ۱۹۵۱) است .

## زندگی
فدریکو فرانکو در ۲۴ ژوئیه سال ۱۹۶۲ در شهر آسونسیون ( زادگاه به اسپانیایی : Asunción ) متولد شد .در ۲۰ فوریه ۱۹۸۲ با امیلیا آلفارو ازدواج کرد . او دارای چهار فرزند می‌باشد .
تحصیلات پایه ای خود را در کالج ملی پایتخت و همچنین تحصیلات متوسطه خود را در کالج وابسته به پاپ سن خوزه به پایان برد .

### حرفه پزشکی
خانواده فرانکو صاحب یک بیمارستان در شهر فرناندو دِ لا مورا (به اسپانیایی : Fernando de la Mora ) بودند ( صاحب کنونی او و برادرش می‌باشند ) .

### حرفه سیاسی
فدریکو فرانکو در دوره ۲۰۰۳ تا ۲۰۰۸ فرماندار بخش مرکزی بود . او در سال ۲۰۱۲ به عنوان رئیس‌جمهور برگزیده و تا اوت ۲۰۱۳ در این سمت باقی ماند .